# Dispatch International
Dispatch International var en islamfientlig webbtidning som ges ut på svenska, danska och engelska, samt en nedlagd tryckt svenskspråkig tidning. Webbtidningens chefredaktörer är Ingrid Carlqvist, ansvarig utgivare, och Lars Hedegaard, CEO. Enligt Carlqvist är tidningen islamkritisk och dess syfte är att skriva sanningen om det som mainstream-media inte skriver om.
Dispatch International har nära band till den svenska islamfientliga föreningen Tryckfrihetssällskapet, och hade ett uttalat samarbete med Avpixlat. Den beskrivs av bland annat Expo som rasistisk och som en del av counterjihadrörelsen.

## Historik
Dispatch International grundades av den svenska journalisten Ingrid Carlqvist (ordförande för svenska Tryckfrihetssällskapet) och kanadensaren Bjorn Larsen, samt Lars Hedegaard (ordföranden för danska Trykkefrihedsselskabet). Tidningen lanserades med ett provnummer den 30 augusti 2012 och sedan 3 januari 2013 publicerades den i tryck med veckotidningar på svenska. 
Tidningen uppmärksammades i november 2012 när Sverigedemokraterna skickade ut den till partiets samtliga medlemmar.
Den 8 augusti 2013 meddelade Dispatch International att de lägger ner sin papperstidning på grund av ekonomiska svårigheter med att få utgåvan att gå runt.

## Omskrivet innehåll
Tidningen uttrycker islamkritik, bland annat mot slöjor, könssegregering, halalslakt, kvinnlig könsstympning, hedersmord, barngiftermål, islamism och sharialagarnas stympningsstraff. Tidningen uttrycker enligt TT, Sydsvenskan och SVT antimuslimska och islamfientliga (det vill säga islamofobiska) konspirationsteorier då den beskriver islam som det idag allvarligaste hotet mot den fria världen, och jämför islam med nazismen. Ett annat exempel på konspirationsteori är tidningens påstående att statsminister Fredrik Reinfeldt använder "massinvandring" som ett redskap för att garantera den härskande elitens eviga kontroll. Tidningen har presenterat en artikel av en professor som menar att muslimska böneutrop är att tolka som hot.
Tidningen uttrycker kritik mot hbtq-aktivism, feminism, socialism, tiggare på svenska gator samt Sveriges annektering av Skåne. Tidningen anser vidare att de manifestationer som genomförs till minnet av dem som drabbades av nazisternas landsomfattande pogrom 1938, även kallad Kristallnatten, "har blivit en tummelplats för bögar, lesbiska, muslimer och vänsteraktivister". Tidningen jämför det "post-demokratiska" Sverige med "andra totalitära stater".
Den ansvariga utgivaren för SD-kuriren som beslutat om distributionen av Dispatch International, Sverigedemokraternas rättspolitiska talesperson, Richard Jomshof, anser att tidningens budskap inte går emot Sverigedemokraternas nolltolerans mot rasism och extremism, samt att den har en viktig roll i samhällsdebatten även om Sverigedemokraterna inte ställer sig bakom allt som tidningen skriver. 